# 克洛林多·特斯塔
克洛林多·特斯塔（西班牙語：Clorindo Testa，1923年12月10日—2013年4月11日），意大利裔阿根廷建筑师、艺术家。

## 生平
特斯塔1923年出生于意大利那不勒斯，1948年毕业于阿根廷布宜诺斯艾利斯大学建筑系。
特斯塔阿根廷理性主义运动领袖之一，粗野主义运动先驱者。
2013年4月11日，克洛林多·特斯塔于布宜诺斯艾利斯逝世。

## 主要作品

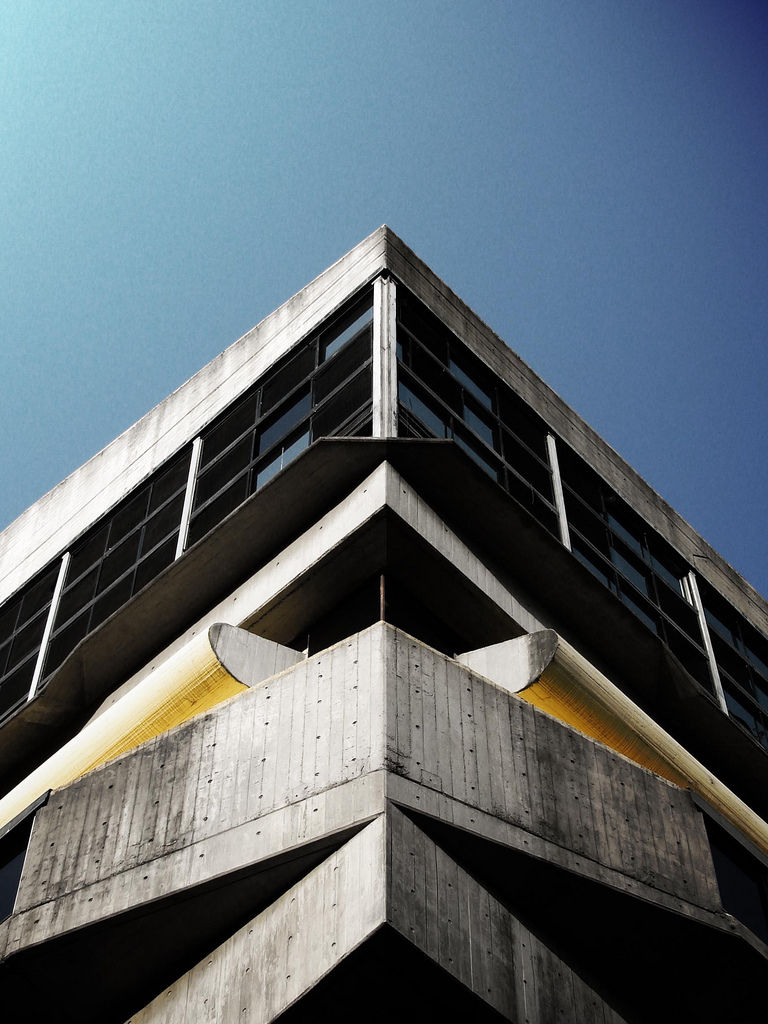
阿根廷国家图书馆

- 阿根廷国家图书馆

## 外部連結
- 作品照片